# Březí (przystanek kolejowy)
Březí – przystanek kolejowy w Březí, w kraju południowomorawskim, w Czechach. Znajduje się na wysokości 185 m n.p.m.
Jest zarządzany przez Správę železnic. Na przystanku nie ma możliwości zakupu biletów, a obsługa podróżnych odbywa się w pociągu.

## Linie kolejowe
- 246 Břeclav - Znojmo